# Masahiro Hamazaki
Masahiro Hamazaki (Osaka, 14. ožujka 1940. – 10. listopada 2011.) japanski je nogometaš.

## Klupska karijera
Igrao je za Nippon Steel.

## Reprezentativna karijera
Za japansku reprezentaciju igrao je 1966. godine. Odigrao je 2 utakmice.
S japanskom reprezentacijom Masahiro Hamazaki je igrao na Olimpijskim igrama 1968.

## Statistika
| Japan  | Japan | Japan |
| Godina | Nast. | Gol.  |
| ------ | ----- | ----- |
| 1966.  | 2     | 0     |
| Ukupno | 2     | 0     |

## Vanjske poveznice
- National Football Teams
- Japan National Football Team Database